# Francisco Fornals Villalonga
Francisco Fornals Villalonga (Mahón, 8 de junio de 1924 – Mahón, 26 de septiembre de 2018) fue un militar español, especialista en historia de las fortificaciones menorquinas. Cursó los estudios de Derecho en la Universidad de Valencia y de Náutica en Barcelona. En 1945 ingresó en la Academia Militar de Zaragoza y en 1950 se graduó con el empleo de teniente del Arma de Ingenieros. Después de ocupar diferentes destinos en varias guarniciones fue enviado a Menorca como jefe de Protección Civil de Mahón (1978).
Durante su carrera militar fue distinguido con dos cruces blancas del Mérito Militar con distintivo blanco y con la cruz, encomienda y placa de la Orden de San Hermenegildo, llegando a alcanzar el empleo de Coronel del Arma de Ingenieros. Asimismo, tomó parte destacada en la creación del Museo Militar de Menorca (1981) del que llegaría a ser director. En 1995 la Real Academia de la Historia lo nombró miembro correspondiente de las Baleares. También fue miembro del Instituto Menorquín de Estudios.
Su faceta como estudioso y especialista en fortificaciones y cuestiones militares de la isla de Menorca está complementada con la publicación de más de medio centenar de artículos en diferentes diarios y revistas, así como con la edición de varios opúsculos en el Museo Militar de Menorca. La revista Ejército la ha premiado una serie de trabajos sobre campos de minas. Dirigió y asesoró excavaciones y restauraciones de las fortificaciones menorquinas del Castillo de San Felipe, del Fuerte de Malborough y de la Torre d'en Penjat. También participó activamente en la creación del Consorcio del Museo Militar y Patrimonio Histórico Militar del Puerto de Mahón y Cala Sant Esteve, interviniendo en la conservación de la fortaleza de La Mola. Participó en numerosos coloquios relacionados con el Arma de Ingenieros, así como con la historia de Menorca y sus fortificaciones.
También participó en la elaboración de la Enciclopèdia de Menorca (en el tomo sobre historia del arte) y de la historia de la ciencia de Baleares. En 2005 recibió el Premio Ramon Llull.

## Distinciones y premios
- Cruces del Mérito Militar con distintivo blanco (en dos ocasiones)
- Cruz de la Orden de San Hermenegildo (1965)
- Encomienda de la Orden de San Hermenegildo (1970)
- Placa de la Orden de San Hermenegildo (1975)
- Miembro Correspondiente de Baleares de la Real Academia de la Historia. (1995)
- Primera “TAULA DE ORO” del Consell Insular de Menorca, por su dedicación desinteresada en la conservación del Patrimonio Histórico Militar de Menorca. (2001)
- Premio Ramon Llull (2005)
- Medalla de Plata del Ayuntamiento de Es Castell, en reconocimiento a la investigación y promoción del patrimonio militar. (2008)

## Obras
- El castillo de San Felipe del Puerto de Mahón
- Torres y atalayas de Menorca
- La torre de Son Bou
- La torre de defensa d'en Penjat
- Patrimonio del consorcio del Museo Militar de Menorca (2002)
- Menorca: Defensas militares republicanas durante la Guerra Civil (1936-1939)[6]
- Las defensas de Fornell y su entorno en la isla de Menorca[7]